# William P. Pollock
William P. Pollock (Cheraw, 1870. december 9. – Cheraw, 1922. június 2.) az Amerikai Egyesült Államok szenátora (Dél-Karolina, 1918–1919).